# Anatolij Kartaszow
Anatolij Jakowlewicz Kartaszow (ros. Анатолий Яковлевич Карташов; ur. 25 sierpnia 1932 w obwodzie woroneskim (ZSRR); zm. 11 grudnia 2005 w Kijowie) – radziecki pilot wojskowy, członek pierwszego oddziału kosmonautów ZSRR (WWS 1).
Wojskową szkołę lotniczą ukończył w 1954 roku, później służył w różnych jednostkach wojsk lotniczych.
W 1960 roku wybrano go do zespołu przyszłych kosmonautów. Przygotowywał się do lotu na statku kosmicznym Wostok.
Pełnego kursu jednak nie zakończył. 
7 kwietnia 1961 wykluczono go z oddziału decyzją komisji lekarskiej. Podczas ćwiczeń na wirówce (z co najmniej ośmiokrotnym przeciążeniem) na jego ciele pojawiały się krwawe podbiegnięcia. Surowy reżim medyczny, jaki stosowano w tamtym czasie, wykluczył go z dalszych przygotowań. Już kilka lat później jego przypadłość nie stanowiłaby problemu.
Proponowano mu po pewnym czasie przejście powtórnej komisji lekarskiej ale Kartaszow nie wyraził na to zgody.
Po opuszczeniu oddziału kontynuował służbę w lotnictwie wojskowym. Służył w okręgu moskiewskim i na Dalekim Wschodzie ZSRR. Od 1975 roku był pilotem doświadczalnym w biurze konstrukcyjnym O. K. Antonowa w Kijowie. 
Przeszedł na emeryturę w 1985 r. w stopniu pułkownika.
Zmarł 11 grudnia 2005.